# 박난
박난(朴瀾)은 고려 시대의 인물이다. 밀성대군의 손자이자 박욱의 아들로서 박혁거세 거서간의 제32세손이다. 벼슬로서는 요동독포사(遼東督捕使)를 지냈다.

## 가계
- 현조부 : 양부:박예겸(朴乂兼) 생부:박문원(朴文元)
- 현조모 : 정화부인(貞花夫人) 진화부인(眞花夫人)
- 고조부 : 신덕왕(神德王, ? ~917, 재위:912~917)
- 고조모 : 의성왕후 김씨(義成王后 金氏)
- 증조부 : 경명왕(景明王, ? ~924, 재위:917~924)
- 증조모 : 장사택(長沙宅)[3] - 각간(角干) 김대존(大尊)[4]의 딸
- 조부 : 박언침(朴彦忱)
- 조모 : 미상
- 아버지 : 박욱(朴郁)
- 어머니 : 미상
  - 왕자 : (32세) 박난(朴瀾)
  - 부인 : 미상
    - 아들 (33세) : 박영정(朴永湞)
    - 아들 : 박영희(朴永禧)
    - 아들 : 박영기(朴永基)
    - 아들 : 박영구(朴永垢)
    - 아들 : 박영지(朴永址)